# Kijárási tilalom (televíziós sorozat)
A Kijárási tilalom (eredeti cím: Curfew)  2019-ben bemutatott brit televíziós akció-drámasorozat, amelyet Matthew Read alkotott meg a Sky One számára. Zenéjét Magnus Fiennes és Amon Tobin szerezték, producerei Simon Maloney, Mat Chaplin és Suzanne Reid. A főbb szerepekben Sean Bean, Ike Bennett, Michael Biehn, Adam Brody és Aimee-Ffion Edwards látható. 
A tévéfilmsorozat a Tiger Aspect Productions és Moonage Pictures gyártásában készült, a Sky Vision forgalmazásában jelent meg. Az Egyesült Királyságban 2019. február 22-én volt a premierje. Magyarországon szinkronosan az HBO 3 mutatta be 2019. augusztus 11-én.

## Szereplők
| Szereplő        | Színész             | Magyar hang     |
| --------------- | ------------------- | --------------- |
| Errol Chambers  | Sean Bean           | Kőszegi Ákos    |
| Roman Donahue   | Ike Bennett         | Kenéz Ágoston   |
| Roadkill Jim    | Michael Biehn       | TBA             |
| Max Larssen     | Adam Brody          | TBA             |
| Ruby Newman     | Aimee-Ffion Edwards | Molnár Ilona    |
| Sylvie Chambers | Rosie Fellner       | TBA             |
| Kaye Newman     | Phoebe Fox          | Dobó Enikő      |
| Cheese          | Guz Khan            | Varga Rókus     |
| Michael Garwick | Malachi Kirby       | Ember Márk      |
| Jenny Donahue   | Andi Osho           | Orosz Anna      |
| Meg Donahue     | Jessye Romeo        | Nagy Katica     |
| Zane            | Elijah Rowen        | Szabó Andor     |
| El Capitano     | Jason Thorpe        | Fehér Péter     |
| Jokes Jones     | Billy Zane          | Kárpáti Levente |

## Epizódok
| Évad | Évad | Részek száma | Részek száma | Eredeti sugárzás  | Eredeti sugárzás  | Eredeti adó | Magyar sugárzás     | Magyar sugárzás | Magyar adó |
| Évad | Évad | Részek száma | Részek száma | Évadbemutató      | Évadzáró          | Eredeti adó | Évadbemutató        | Évadzáró        | Magyar adó |
| ---- | ---- | ------------ | ------------ | ----------------- | ----------------- | ----------- | ------------------- | --------------- | ---------- |
|      | 1.   | 10           | 10           | 2019. február 22. | 2019. április 12. | Sky One     | 2019. augusztus 11. | n. a.           | HBO 3      |

### Első évad (2019)
| Sor. | Év. | Cím                 | Rendező           | Író          | Premier                               | Nézettség   |
| ---- | --- | ------------------- | ----------------- | ------------ | ------------------------------------- | ----------- |
| 1.   | 1.  | 1. rész (Episode 1) | Colm McCarthy     | Matthew Read | 2019. február 22. 2019. augusztus 11. | 1,01 millió |
| 2.   | 2.  | 2. rész (Episode 2) | Colm McCarthy     | Matthew Read | 2019. március 1. 2019. augusztus 18.  | 0,76 millió |
| 3.   | 3.  | 3. rész (Episode 3) | Colm McCarthy     | Ben Hervey   | 2019. március 8. 2019. augusztus 25.  | 0,71 millió |
| 4.   | 4.  | 4. rész (Episode 4) | Christopher Smith | Will Smith   | 2019. március 15.                     | 0,54 millió |
| 5.   | 5.  | 5. rész (Episode 5) | Christopher Smith | Matthew Read | 2019. március 22.                     | 0,59 millió |
| 6.   | 6.  | 6. rész (Episode 6) | Christopher Smith | John Jackson | 2019. március 29.                     | 0,62 millió |
| 7.   | 7.  | 7. rész (Episode 7) | Brian Kelly       | Matthew Read | 2019. április 5.                      | 0,52 millió |
| 8.   | 8.  | 8. rész (Episode 8) | Brian Kelly       | Matthew Read | 2019. április 12.                     | 0,53 millió |